# Italiana Trasporti Ferroviari
Italiana Trasporti Ferroviari-ITF S.p.A. era un'azienda italiana che operava nel settore del trasporto ferroviario passeggeri.

## Storia
ITF è nata come società a responsabilità limitata il 12 novembre 1997 come società veicolo di FS per incominciare a organizzare le attività di trasporto ferroviario passeggeri, in vista della direttiva europea che dal 1º giugno 2000 disponeva la separazione tra imprese che operano come vettori e gestori delle reti infrastrutturali. Il capitale sociale ammontava a 200 milioni di lire interamente posseduto da FS, e il suo oggetto sociale prevedeva il trasporto passeggeri a media-lunga percorrenza.
La licenza per il trasporto ferroviario passeggeri gli è stata assegnata il 23 maggio 2000; il successivo 30 maggio FS S.p.A. affitta a ITF S.p.A. il ramo d'azienda relativo all'attività di trasporto ferroviario, e due giorni dopo inizia l'attività. Il 7 giugno 2000 diventa Trenitalia S.p.A.

## Fonti
- Camera dei Deputati (PDF), su new.camera.it. URL consultato il 22 novembre 2008 (archiviato dall'url originale il 3 marzo 2006).
- Comitato Interministeriale per la Programmazione Economica (DOC) [collegamento interrotto], su cipecomitato.it.
- Corte dei Conti (DOC), su corteconti.it. URL consultato il 22 novembre 2008 (archiviato dall'url originale il 7 giugno 2006).
- Corte dei Conti (DOC) [collegamento interrotto], su corteconti.it.